# Список графов и герцогов Лимбурга

Герб герцогов Лимбурга

Герцог Лимбурга (фр. duc de Limbourg) — титул правителя герцогства Лимбург, располагавшегося на территории современной Бельгии. Первоначально было образовано графство, доставшееся в 1065 году графу Арлона Валерану I. С 1101 года графы Лимбурга претендовали на герцогство Нижняя Лотарингия. После того, как в 1106 году император Генрих V отобрал у Генриха I Лимбургского Нижнюю Лотарингию, тот сохранил герцогский титул и стал титуловаться «герцог Лимбурга».
После смерти в 1283 году герцогини Ирменгарды права на Лимбург оспаривали несколько правителей. Победителем в итоге вышел герцог Брабанта Иоанн I, присоединивший Лимбург к своим владениям.

## Графы Ленгау
Вигерихиды
- 1046—1065: Фридрих Люксембургский (1003—1065), также герцог Нижней Лотарингии

## Графы Лимбурга
Дом Лимбург-Арлон
- 1065—1082: Валеран (Вальрам) I (ум. 1082), граф Арлона с 1052, зять предыдущего
- 1082—1119: Генрих I (1059—1119), граф Арлона и Лимбурга с 1081, герцог Нижней Лотарингии (Генрих II) 1101—1106, герцог Лимбурга с 1106, сын предыдущего

В 1106 году император Генрих V отобрал у Генриха I Лимбургского Нижнюю Лотарингию, однако он сохранил герцогский титул и стал титуловаться «герцог Лимбурга».

## Герцоги Лимбурга
Дом Лимбург-Арлон
- 1119—1139: Валеран (Вальрам) II (1085—1139), герцог Лимбурга с 1119, герцог Нижней Лотарингии 1125—1138, сын предыдущего
- 1139—1167: Генрих II (1111—1167), герцог Лимбурга с 1139, сын предыдущего
- 1167—1221: Генрих III (1140—1170), герцог Лимбурга с 1170, сын предыдущего
- 1221—1226: Валеран III (1170—1226), герцог Лимбурга с 1221, граф Люксембурга с 1214, сын предыдущего
- 1226—1247: Генрих IV (1195—1247), герцог Лимбурга с 1226, граф Берга с 1226, сын предыдущего
- 1247—1279: Валеран IV (ум. 1279), герцог Лимбурга с 1247, сын предыдущего
- 1279—1283: Ирменгарда (ум. 1283), герцогиня Лимбурга, дочь предыдущего
1279—1288: Рено I (1255—1326), граф Гелдерна и Цютфена с 1271, герцог Лимбурга 1279—1283, муж предыдущей

В результате победы в битве при Воррингене (1288 год) Лимбург достался герцогу Брабанта Иоанну I. С этого момента титул герцога Лимбурга носили герцоги Брабанта.